# Обзир (Сомбор)
Обзир је салашарско насеље, једно од 16 насеља града Сомбора.
Обзир је салашко насеље које се налази на северном излазу из Сомбора и спада међу најмлађа и најмања салашка насеља настала у 18. веку.

## Историјат
Пре него је Сомбор добио статус слободног града Обзир није забележен ни у једном попису сомборских села или околних места, а његово име није записано пре 1775. године. Као засебно салашко насеље Обзир је настао када су неке од сомборских, граничарских породица са околних пустара и салаша Билић, Милчић и Ђурђин куће и имања населили у јужном делу атара Билића.
Обзир је дуго због положаја дуго дељен на источни и западни, па је источни део нагињао према Милчићу, а западни део салаша према Билићу. Администартивно, Обзир је све до краја 19. века припадао сеоском подручју Билића, као што су и Радојевићи или Жарковац припадали сеоском подручју Градине.
У попису становника и земљопоседника на сомборским салашима из 1775. године први пут је забележен назив Обзир и по први пут су посебно означен становници који су живели у овом салашком насељу. 
На мапи с краја 18. века Обзир је уцртан и записан са именом „Мали Билић“, а са именом „Обзир“  први пут је уцртан на мапи Сомбора тек 1831. године. Према подацима из 1805. године, сеоско подручје Обзира и Билића написани су заједно, а заузимали су 4.984 стара јутра и 1.265 квадратних хвати.
У немирној 1848/49. години, посебно у време промена мађарских и српских власти, обзирски салашари су страдали и били пљачкани, била су то бурна и опасна времена за њих. Тада је у Обзиру забележено 47 домаћинстава. Према просечном броју бикова, јараца, коза, коња и оваца, Обзирчани су шездесетих година 19. века били најимућнији међу свим сомборским салашарима.

## Образовање
Становници Обзира обратили су се 1859. године градском Магистрату да у Обзиру отворе основну школу. Молба је испуњена тек 13 година касније, 1872. године, када је овде почела да ради основна школа са три разреда (у обзирску школу су 1877. г. пренете старе ђачке клупе из Више српске девојачке школе у Сомбору). Школа је била усељена у кућу Обадића која је изнајмљена за 40 форинти годишње. Већ 1880. године одвојено је 180 форинти за поправку школе, а звоно је набављено 1881. године. У Обзиру је 1885. године у школу ишло 31 дете, од којих је било 13 девојчица.
Сомборска општина је 1906. године дала сагласност да у Обзиру буде успостављена жандармеријска станица.
Према попису из 1991. године Обзир је имао 97 домаћинстава са 270 становника.

## Природне лепоте
Крајем седамдесетих година 20. века у околини салаша Обзир постојала су места која су се истицала: слатинаста бара Млаке која је огранак суседне баре Каракорије, део сеоског подручја који се зове Ђуђе по надимку ранчевачких Келића, као и узани земљани путеви између ораница, које су се звале Ђуђина, Весина и Бабулина, Обзирске ливаде, Мали Коћ, Виловска бара, оранице зване Салашина, Јосићка бара, бара Симендача и Ритови (северно од салаша), те Пачњак, Слатина, Маркове баре, Милчићка летња ленија и Барица (источно од салаша).

## Обзир данас
Данас се цело салашко насеље налази на тврдом, асфалтном путу. Школа не ради. У насељу мештани немају места окупљања.Потребна је реконструкција трафо станице, јер су становници прерасли капацитет постојаће. Како је готово цело насеље на главном путу, потребно је решити проблем пешачких стаза, јер их ни нема. Обзир броји 260 становника. "Црвенка" је месна заједница Обзира.